# 외날 도검
외날 도검(single-edged sword)은 다음과 같이 하나의 날을 가진 검류이다.
- 아크라페나
- 알라망
- 아만레무
- 아루발
- 아유다 카티
- 외날 검
- 발라토(검)
- 방쿵
- 반얄
- 바롱(검)
- 바탕가스(검)
- 비쿠코
- 볼로 칼
- 침바바
- 단검
- 다홍팔레이
- 도 (중국)
  - 나비 검
  - 창다오
  - 유엽도
  - 먀오다오
  - 난다오
  - 우미도
  - 편도 (도검)
  - 워다오
  - 안모도
  - 잔마도
- 다오(나가 검)
- 다(검)
- 팔카타
- 팔션
- 팔스
- 플리사
- 가리(검)
- 가양
- 골록
- 헝당
- 갈고리검
- 수렵 검
- 환두대도
- 카베알라
- 캄필란
- 카스탄
- 코페시
- 키르판
- 클레왕
- 코피스
- 쿠크리
- 라호트
- 랑가이팅강
- 라링
- 루욱(검)
- 마카이라
- 마멜루크 검
- 만다우(칼)
- 메서(검)
- 모플라 검
- 니아보르
- 파나바스
- 판다
- 파라메리온
- 파랑(칼)
- 파랑 나부르
- 파타그(검)
- 피창가티
- 피누티
- 피라
- 람다오
- 롬파이아
- 사브르(기병도, 세이버)
  - 두색
  - 카라벨라
  - 샤샤
  - 스위스 세이버
  - 스자블라
  - 투르코-몽골 세이버
- 시미터
  - 아랍 검
  - 킬리
  - 님차
  - 풀와르
  - 샴시르
  - 탈와르
- 큰낫 검
- 색스
- 식인판장
- 소로카반 칼
- 슈릭(검)
- 스수왓
- 일본도
  - 쵸쿠토
  - 군토
  - 회검(단검)
  - 카타나
  - 코다치
  - 나가마키
  - 닌자토
  - 오다치
  - 시코미즈에
  - 타치
  - 단토
  - 와키자시
  - 요로이도시
- 우타크
- 야타간

## 같이 보기
- 양날 도검, 두 개의 날이 있는 검의 종류
- 도검
- 도 (중국)

| Disambiguation icon | 이 문서는 명칭이 같고 같은 종류에 속하는 여러 대상을 연결하는 색인 문서입니다. |